# Vahtsameer
Het Vahtsameer, Zweeds - Fins: Vahtsajärvi, Samisch: Váhccajávri, is een meer in Zweden. Het ligt in de gemeente Kiruna in het Scandinavische Hoogland. Het water in het meer stroomt naar het oosten en noorden door de Vahtsarivier weg.
Afwatering: meer Vahtsameer → Vahtsarivier → Suvirivier → Könkämä → Muonio → Torne → Botnische Golf